# Phantasis tenebricosa
Phantasis tenebricosa là một loài bọ cánh cứng trong họ Cerambycidae.